# Ångersjön
Ångersjön är en sjö cirka 2 kilometer sydväst om Enånger  i Hudiksvalls kommun i Hälsingland och ingår i Nianån-Norralaåns kustområde. Sjön har en area på 0,88 kvadratkilometer och ligger 38 meter över havet. Sjön avvattnas av vattendraget Hedsjöbäcken.
Bara något hundratal meter från sjöns östra strand går både E4 och Ostkustbanan, som har driftplatsen Myra, uppkallad efter bebyggelsen Västra myra och Östra myra samt Myrabäcken. Vid sjön, som är drygt 2 kilometer lång från norr till söder, och 200–600 meter bred, finns Ångersjöns Ekorastplats samt en badplats.

## Delavrinningsområde
Ångersjön ingår i delavrinningsområde (682318-156196) som SMHI kallar för Inloppet i Hedsjön. Medelhöjden är 61 meter över havet och ytan är 14,72 kvadratkilometer. Det finns inga avrinningsområden uppströms utan avrinningsområdet är högsta punkten. Hedsjöbäcken eller Myrabäcken som avvattnar avrinningsområdet har biflödesordning 2, vilket innebär att vattnet flödar genom totalt 2 vattendrag innan det når havet efter 11 kilometer. Avrinningsområdet består mestadels av skog (82 procent). Avrinningsområdet har 0,87 kvadratkilometer vattenytor vilket ger det en sjöprocent på 5,9 procent.